# Neunkirchen (Siegerland)
Neunkirchen (ⓘ) ist eine Gemeinde in Nordrhein-Westfalen, Deutschland und gehört zum Kreis Siegen-Wittgenstein.

## Geographie

### Lage

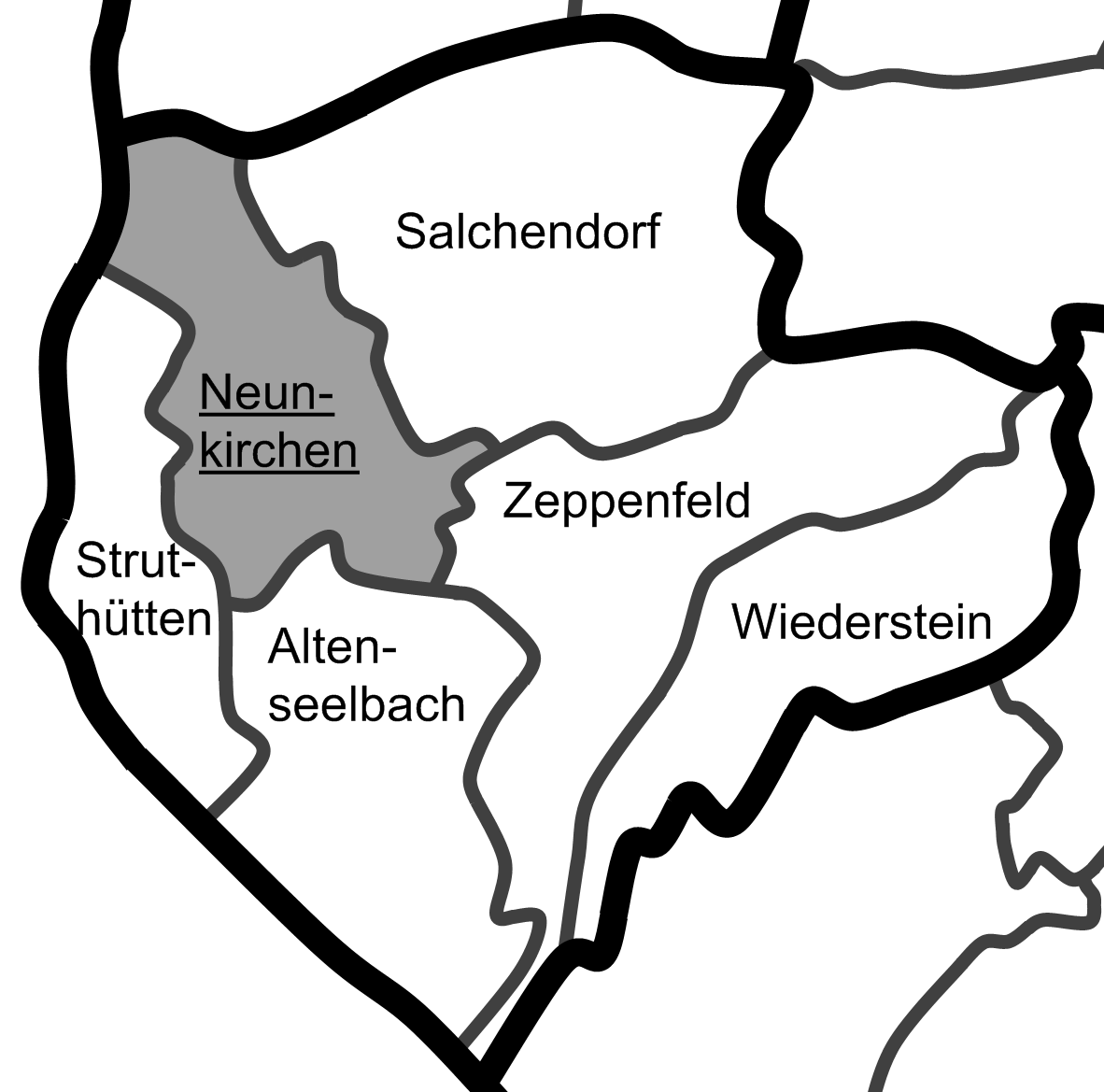
Lage des Ortes Neunkirchen innerhalb der Gemeinde Neunkirchen

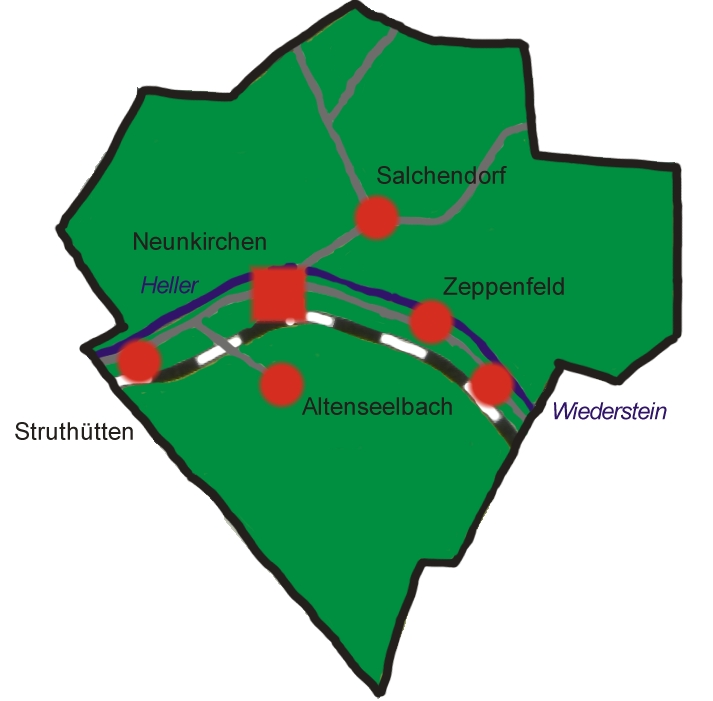
Gemeindegliederung

Die Gemeinde Neunkirchen liegt im südwestlichen Teil des Kreises Siegen-Wittgenstein südlich von Siegen im Siegerland. Sie befindet sich im Tal der Heller („Freier Grund“), die einen östlichen Zufluss der Sieg darstellt. Der Ort liegt auf 242 bis 510 m ü. NHN. Die höchste Erhebung (außerhalb des Kernorts) ist der Hohenseelbachskopf mit 517,5 m, ein erloschener Vulkan; südlich des Kernorts liegt der Hellerberg (366,9 m).

### Ausdehnung des Gemeindegebiets
Neunkirchen reicht im Osten mit Salchendorf bis an den Bereich „Ludwigseck“ und ist dort etwa vier Kilometer von Wilden entfernt. Der nördlichste Teil ist die „Siedlung“ in Salchendorf, die südwestlich des Pfannenbergs aufhört.
Im Westen trifft der Ortsteil Struthütten auf Herdorf, hier begrenzt Rheinland-Pfalz das Ortsgebiet, im Süden liegt Wiederstein, etwa zwei Kilometer von Wahlbach entfernt.

### Nachbargemeinden
Neunkirchen liegt in der Nachbarschaft der Gemeinden Burbach, Wilnsdorf, Herdorf (Rheinland-Pfalz) und Daaden (Rheinland-Pfalz) und grenzt im Norden an Siegen.

### Gemeindegliederung
Neunkirchen besteht aus folgenden Ortsteilen:
| - Altenseelbach - Neunkirchen - Salchendorf | - Struthütten - Wiederstein - Zeppenfeld |

Bis zum 1. Januar 1969 waren alle Ortsteile eigenständige Gemeinden. Dann wurden sie zur Großgemeinde Neunkirchen zusammengeschlossen.

### Klima
Vorwiegend durch südwestliche bis nordwestliche Winde und die Höhenlage wird das Klima im Gebiet bestimmt. Durch häufige starke Bewölkung ergeben sich hohe Niederschlagsmengen (für die Gemeinde Neunkirchen etwa 1000 mm/Jahr) und recht niedrige Temperaturen (für Neunkirchen zwischen 7,0 und 7,7 °C im Jahresdurchschnitt).

## Geschichte

Neunkirchen 1903

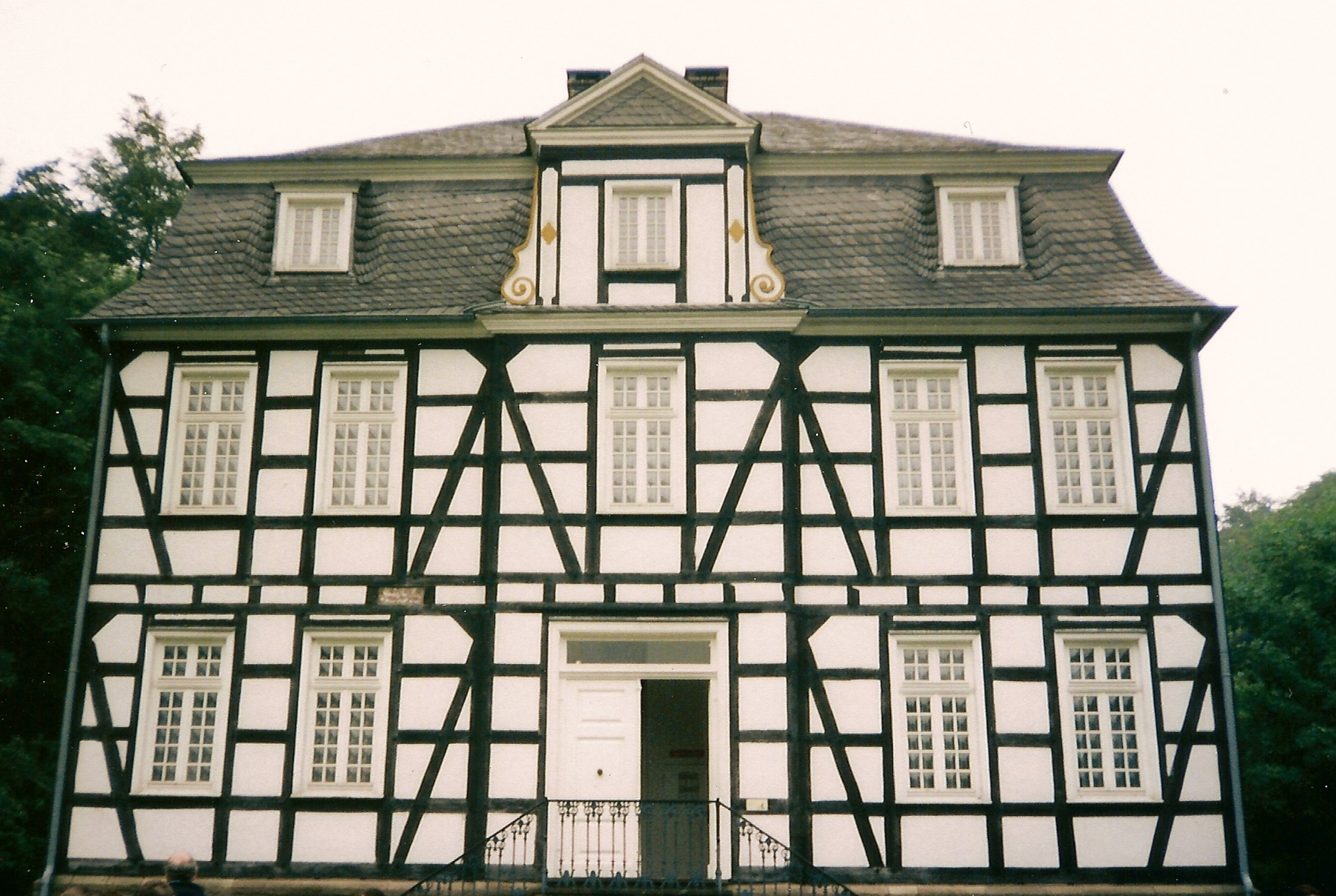
Das ehemalige Neunkirchener Amtshaus

Bereits am 28. April 1048 ist der „Freie Grund“ zum ersten Mal schriftlich nachgewiesen. Der Ort Neunkirchen wurde am 23. August 1288 als „Nunkirchen“ erstmals urkundlich erwähnt.
Bis zum 14. Jahrhundert waren die Adeligen von Seelbach im Besitz des Freien Grundes. Zwischen dem 14. Jahrhundert und dem Jahre 1816 wurde der Freie Grund in einem Kondominium zwischen den Grafenhäusern Nassau und Sayn geteilt regiert. Diese Teilung erfolgte jedoch nicht nach Ortschaften oder Landstrichen, sondern durch die Zugehörigkeit einzelner Einwohner zu den jeweiligen Adelshäusern. Dies brachte einerseits Nachteile mit sich, andererseits jedoch auch Vorteile, die in den übrigen Gebieten der Grafenhäuser nicht bestanden. So mussten die Einwohner, wie auch die Bergwerksbetriebe, im Freien Grund keinen „Zehnten“ leisten. Die Doppelherrschaft endete erst im Jahr 1816 durch den Wiener Kongress mit der Anschließung der Region an den neu gegründeten Kreis Siegen und der damit verbundenen Eingliederung in das Königreich Preußen. Das Amt Neunkirchen wurde gebildet, es umfasste durch die vorangegangene Doppelherrschaft im Freien Grund nur eine Hälfte der Ortschaften, die andere Hälfte gehörte zum Amt Burbach. Im Jahr 1844 wurde das Amt Neunkirchen aufgelöst und die Orte komplett dem Amt Burbach zugeteilt.
Häuserzahlen
| Jahr   | 1447 | 1450 | 1550 | 1600 | 1698 | 1700 | 1704 | 1706 | 1725 | 1730 | 1739 | 1788 | 1810 | 1846 | 1850 | 1913 |
| Häuser | 21   | 21   | 17   | 37   | 49   | 49   | 49   | 49   | 56   | 56   | 55   | 72   | 72   | 96   | 96   | 354  |

1862 wurde die Deutz-Gießener Eisenbahn eröffnet, an der Neunkirchen einen eigenen Bahnhof erhielt. Somit waren die Gruben und Hütten in der Umgebung mit dem Ruhrgebiet sowie der Rhein-Main-Region verbunden. Mit der Eröffnung der Freien Grunder Eisenbahn im Jahr 1907 wurden schließlich auch die umliegenden Orte angeschlossen.
Seit dem 1. Januar 1969 ist Neunkirchen eine Großgemeinde. Im Zuge der Gemeindereformen kamen die Ortsteile mit insgesamt knapp 15.000 Einwohnern hinzu. Als 1973 das Neunkirchener Rathaus zu klein wurde, begann man mit dem Bau eines neuen. Das alte Rathaus, ein historisches Gebäude aus dem Jahr 1754, wurde zerlegt und im Hagener Freilichtmuseum wieder aufgebaut. Dort beherbergt es seitdem das Deutsche Schmiedemuseum.
In den 1960er-Jahren fing man an, den Rassberg zu bebauen. Die Einwohner des Rassberges werden heute von der Gemeinde zum Ortsteil Neunkirchen gezählt und nicht, wie es richtig wäre, zwischen Salchendorf und Zeppenfeld aufgeteilt. Seit den 1970ern ist Neunkirchen über die Autobahn A 45 zu erreichen.
Zwischen Juni 2008 und Ende 2009 fanden in der Neunkirchener Ortsmitte Bauarbeiten für ein neues Einkaufszentrum statt. Dieses wurde im Oktober 2009 eröffnet.

### Bergbau
Wie überall in der Region, spielte der Bergbau eine große Rolle. Viele Gruben befanden sich in Neunkirchen. Am Pfannenberg lag die tiefste Grube Europas, Pfannenberger Einigkeit. Ende der 1950er-Jahre warf sie keinen Profit mehr ab und wurde deshalb am 18. April 1962 geschlossen.
Folgende Gruben gab es im Kernort Neunkirchen (größte Gruben):
- Ende (Mutung vor 1827; Stilllegung 1931)
- Frauenberger Einigkeit (Mutung 1827; Stilllegung 1931)
- Habakuk (Mutung um 1872)
- Harteborn (Mutung um 1750)
- Jäckel (Mutung vor 1812; Stilllegung 1940)
- Kirschbaum (Mutung um 1872)
- Knappschaftsglück (Stilllegung 1945)
- Krebs (Mutung vor 1812; Stilllegung 1931)
- Kunst (Mutung im 18. Jahrhundert; Stilllegung 1925)
- Röhmel / Römel (Mutung vor 1812; Stilllegung nach 1860)
- Rother Adler (Mutung 1814; Stilllegung 1868)
- Steimel (Mutung vor 1812; Stilllegung 1931)
- Windhahn (Mutung 1866; Stilllegung 1931)

Hinweis: Die wichtigsten Gruben sind fett markiert; das Datum bezieht sich auf die Ersterwähnung, der Abbau war schon vorher möglich.

### Religionen

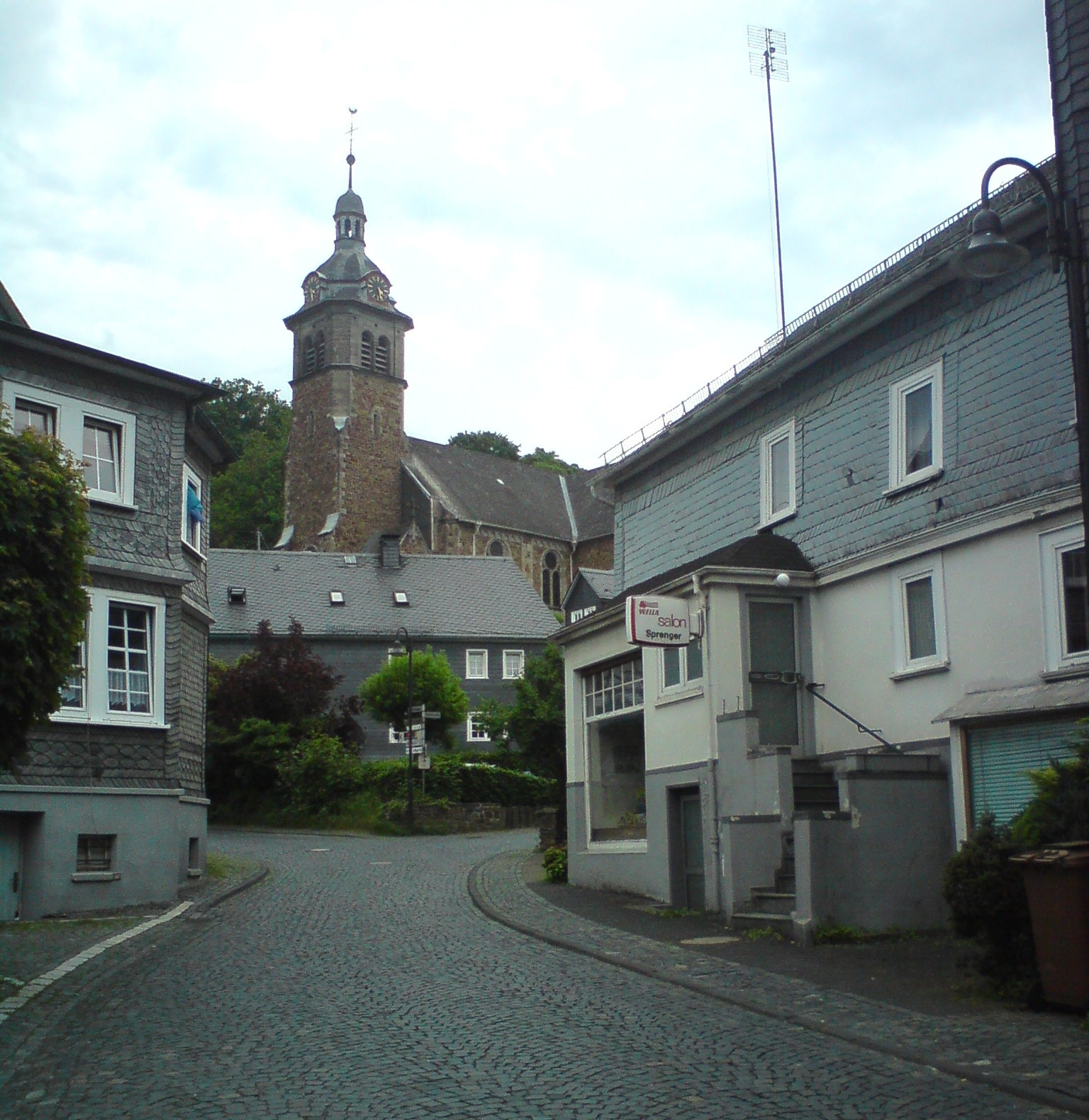
Die alte Ortsmitte mit der evangelischen Kirche

Im 19. Jahrhundert veränderten infolge der Erweckungsbewegungen eine große Anzahl von Menschen im gesamten Siegerland ihr persönliches Leben in dem Sinne, dass sie es nach ihrem Verständnis fortan nach dem Willen Gottes führen wollten, so dass ein großer Bedarf an christlicher Unterweisung und an Gotteslob von der Basis her entstand. Da die preußische Staatskirche dieser Bewegung skeptisch, teils auch feindselig gegenüberstand, organisierten sich die erweckten Gläubigen selbstständig, teilweise auch außerhalb der Staatskirche (heute: Evangelische Landeskirche). Etwa 5000 der 13.000 Einwohnern sind Mitglied der Evangelische Kirche. Wegen sinkender Gemeindegliederzahlen will die evangelische Kirchengemeinde 2 der 3 Kirchen im Ort aufgeben
Die römisch-katholische Kirche spielt erst seit 1945 mit dem Zuzug von Flüchtlingen eine nennenswerte Rolle, Anfang des 21. Jahrhunderts kam noch die Calvary Chapel hinzu.
Heute finden sich in Neunkirchen die folgenden Kirchen bzw. Freikirchen-Gemeinden:
- Römisch-katholische Kirche
- Ev.-Reformierte Kirchengemeinde (Landeskirche)
- Ev. Gemeinschaft Löhrstraße (landeskirchlich orientiert)
- Evangelisch-Freikirchliche Gemeinde (Baptisten)
- Christliche Versammlungen Kölner Straße und Hellergarten
- Calvary Chapel Freier Grund[7]

### Eingemeindungen
Am 1. Januar 1969 wurden die bis dahin selbständigen Gemeinden Altenseelbach, Salchendorf, Amt Burbach (offizielle Bezeichnung), Struthütten, Wiederstein und Zeppenfeld eingegliedert.

### Einwohnerzahlen
Amtliche Einwohnerzahlen der Gemeinde Neunkirchen seit ihrer Gründung laut IT.NRW
| Jahr | Einwohner |
| ---- | --------- |
| 1969 | 13.807    |
| 1970 | 13.973    |
| 1971 | 14.141    |
| 1972 | 14.210    |
| 1973 | 14.548    |
| 1974 | 14.523    |
| 1975 | 14.632    |
| 1976 | 14.610    |
| 1977 | 14.594    |
| 1978 | 14.465    |

| Jahr | Einwohner |
| ---- | --------- |
| 1979 | 14.529    |
| 1980 | 14.560    |
| 1981 | 14.469    |
| 1982 | 14.231    |
| 1983 | 13.973    |
| 1984 | 13.779    |
| 1985 | 13.861    |
| 1986 | 13.912    |
| 1987 | 14.052    |
| 1988 | 14.029    |

| Jahr | Einwohner |
| ---- | --------- |
| 1989 | 14.229    |
| 1990 | 14.461    |
| 1991 | 14.692    |
| 1992 | 14.804    |
| 1993 | 14.712    |
| 1994 | 14.634    |
| 1995 | 14.717    |
| 1996 | 14.664    |
| 1997 | 14.715    |
| 1998 | 14.630    |

| Jahr | Einwohner |
| ---- | --------- |
| 1999 | 14.599    |
| 2000 | 14.501    |
| 2001 | 14.391    |
| 2002 | 14.396    |
| 2003 | 14.307    |
| 2004 | 14.223    |
| 2005 | 14.072    |
| 2006 | 13.969    |
| 2007 | 14.022    |
| 2008 | 13.945    |

| Jahr | Einwohner |
| ---- | --------- |
| 2009 | 13.764    |
| 2010 | 13.691    |
| 2011 | 13.810    |
| 2012 | 13.724    |
| 2013 | 13.638    |
| 2014 | 13.609    |
| 2015 | 13.717    |
| 2016 | 13.486    |
| 2017 | 13.424    |
| 2018 | 13.406    |

| Jahr | Einwohner |
| ---- | --------- |
| 2019 | 13.165    |

#### Kernort Neunkirchen
Einwohnerzahlen des Kernortes:
| Jahr | Einwohner |
| ---- | --------- |
| 1810 | 486       |
| 1818 | 493       |
| 1850 | 675       |
| 1867 | 798       |
| 1885 | 1404      |
| 1895 | 1565      |
| 1900 | 2094      |

| Jahr | Einwohner |
| ---- | --------- |
| 1910 | 2242      |
| 1913 | 2260      |
| 1925 | 2402      |
| 1933 | 2443      |
| 1939 | 2429      |
| 1950 | 3134      |
| 1961 | 3552      |

| Jahr | Einwohner |
| ---- | --------- |
| 1965 | 4076      |
| 1967 | 3987      |
| 1985 | 4671      |
| 1994 | 5235      |
| 2000 | 3717      |
| 2004 | 3848      |
| 2009 | 3690      |

| Jahr | Einwohner |
| ---- | --------- |
| 2011 | 3670      |
| 2014 | 3630      |

Anmerkung: Einwohnerzahlen ab 1994 am 31. Dezember; 2000 im Oktober

## Politik

### Gemeinderat
Die 28 Sitze des Gemeinderates verteilen sich nach den Kommunalwahlen seit 2009 wie folgt:
|      | SPD | CDU | Grüne | FDP | UWG | Gesamt |
| 2020 | 10  | 10  | 4     | 4   | −   | 28     |
| 2014 | 10  | 10  | 2     | 2   | 4   | 28     |
| 2009 | 11  | 8   | −     | 4   | 5   | 28     |

### Bürgermeister
- 1969–1989: Otto Reiffenrath (SPD)
- 1989 – ?: Walter Uhr (CDU)[27]
- 1. Juli 1995 – 21. Oktober 2009: Manfred Gillé (parteilos)
- 21. Oktober 2009  – 30. September 2023: Bernhard Baumann
- Seit 7. Dezember 2023: Marco Schwunk

Bernhard Baumann (parteilos) löste am 21. Oktober 2009 Manfred Gillé ab. Dieser war erstmals bei der Kommunalwahl am 30. August 2009 mit 62 % der Stimmen gewählt worden. Bei der Kommunalwahl 2014 wurde er mit 89,1 % der gültigen Stimmen und 2020 mit 62,3 % im Amt bestätigt. Bernhard Baumann hat zum 30. September 2023 um Entlassung aus dem Amt gebeten. Am 3. Dezember 2023 wurde Marco Schwunk als Einzelbewerber mit 89,82 % der Stimmen gewählt. Die Wahlbeteiligung lag bei 25,48 %.

### Wappen und Banner
| Wappen der Gemeinde Neunkirchen, Kreis Siegen-Wittgenstein | Blasonierung: „In Gold (Gelb) drei in Form eines Schrägbalkens gestellte schwarze Rauten, deren Spitzen einander berühren.“ |

Banner der Gemeinde Neunkirchen

| Wappen der Gemeinde Neunkirchen, Kreis Siegen-Wittgenstein | Wappenbegründung: Am 28. Oktober 1969 wurde der Gemeinde zuletzt das Recht zur Führung eines Wappens, eines Siegels und eines Banners vom Regierungspräsidenten in Arnsberg verliehen. Damit wurde das am 28. April 1956 an die Gemeinde Altenseelbach durch den nordrhein-westfälischen Innenminister verliehene Wappen weiter verwendet. Das Wappen stellt eine Anleihe aus dem Wappen der Herren von Seelbach dar, deren Burg sich im Gemeindegebiet befand. Das Banner der Gemeinde wird wie folgt beschrieben: „Die Flagge zeigt auf einer schwarzen, von zwei gelben Seitenstreifen im Verhältnis 1:3:1 begleiteten Bahn über die Mitte nach oben geschoben das Wappen der Gemeinde.“ |

### Städtepartnerschaften
Seit 1990 ist Pausa im Vogtlandkreis eine der Partnerstädte von Neunkirchen.
Die zweite Partnerstadt Gainsborough in England unterhält seit 1972 freundschaftliche Beziehungen zu Neunkirchen und wurde 1991 offiziell zur Partnerstadt erklärt.

## Kultur und Sehenswürdigkeiten

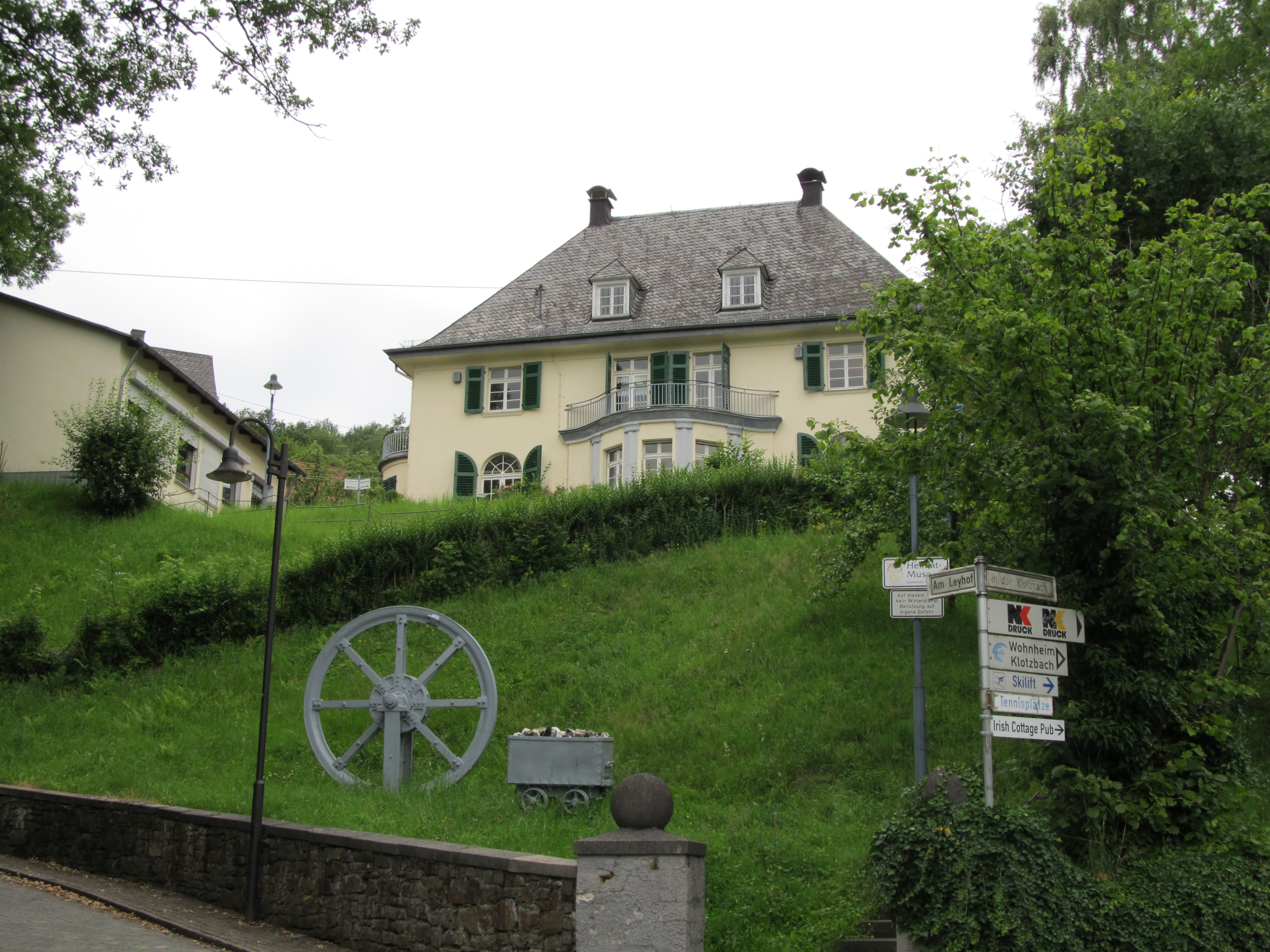
Heimatmuseum Neunkirchen

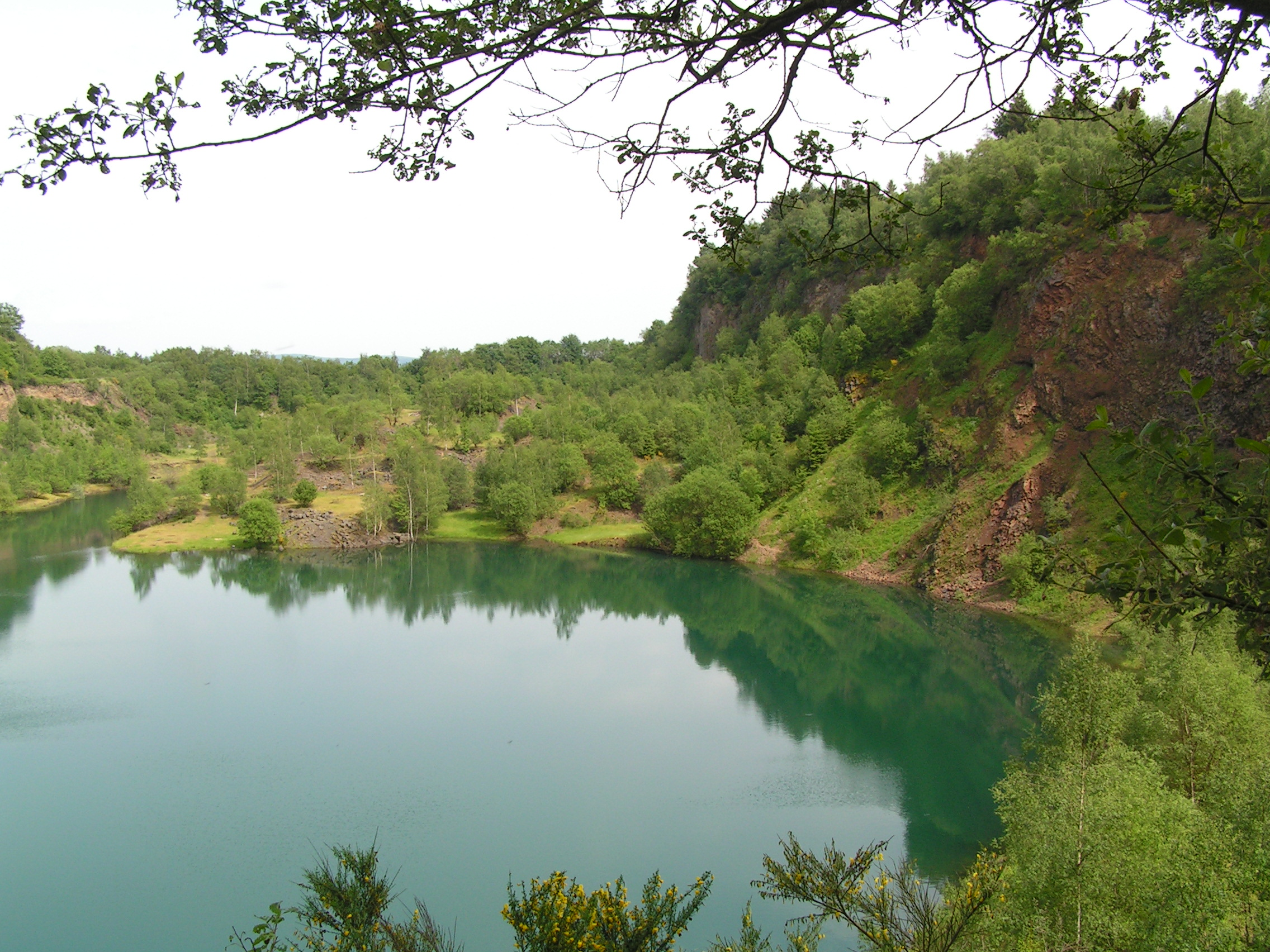
Silbersee im Tagebaurestloch der Mahlscheid

### Museen
In Neunkirchen wurde 1977 nach zweijährigen Umbau- und Renovierungsarbeiten das Gebäude auf dem Leyhof als „Museum des Freien Grundes“ eröffnet. 1979 wurde die Trägerschaft des Museums von der Gemeinde Neunkirchen übernommen. Heute umfasst das Gebäude nach zahlreichen Umbaumaßnahmen knapp 600 m² Ausstellungsfläche auf allen Etagen. Rund 3000 Exponate werden ausgestellt aus den Bereichen Hauberg, Landwirtschaft, Bergbau, Handwerk und Wohnräume mit verschiedenen Zimmern. Im Keller ist eine Stollenanlage und Mineraliensammlung zu sehen, im Dachgeschoss werden elektronische und haushältliche Gegenstände aus Vergangenheit und Gegenwart ausgestellt. Neben dem Museum gibt es die „Ostdeutsche Heimatstube“.
Im Ortsteil Salchendorf gibt der Wodanstolln seit 1997 als Schaubergwerk Aufschluss über die Bergbautradition des Ortes Salchendorf und des Siegerlandes.

### Bauwerke
Das alte Neunkirchener Amtshaus steht seit den 1970er Jahren im LWL-Freilichtmuseum Hagen. Es wurde vor rund 250 Jahren durch Zwangsarbeit der Freien Grunder Bevölkerung gebaut und musste einem neuen Rathaus weichen.
Der Pfannenbergturm auf dem Pfannenberg-Kopf ist ein alter Förderturm der Grube Pfannenberger Einigkeit, der 1932 abgebrochen und 1934 als Aussichtsturm auf dem Berg wiederaufgebaut wurde.

### Naturdenkmäler
Auf dem Hohenseelbachskopf und der Mahlscheid sind meterhohe Basaltkuppeln zu sehen. Sie entstanden vor rund 7 Millionen Jahren durch vulkanische Aktivität und wurden, besonders auf der Mahlscheid, zwischen 1900 und 1920 als Belag für den Straßenbau abgebaut. Heute stehen sie unter Naturschutz, im Tagebaurestloch der Mahlscheid hat sich der Silbersee gebildet. Besonders der Hohenseelbachskopf ist heute ein beliebtes Ausflugsziel.

### Sport
Neunkirchen verfügt über sechs Schulturnhallen und eine Sporthalle für Vereins- und Schulsport. Letztere befindet sich am Rassberg, die Turnhallen in Altenseelbach, Struthütten und jeweils zwei in Salchendorf und in Neunkirchen. Fünf Sportplätze stehen zur Verfügung, von denen zwei mit Kunstrasen (Salchendorf und Neunkirchen) ausgestattet sind. Neben diesen Möglichkeiten gibt es noch zwei Kegelbahnen, einen Reitplatz, mehrere Tennisplätze und Schießanlagen sowie einen Minigolfplatz.

## Wirtschaft und Infrastruktur

### Verkehr

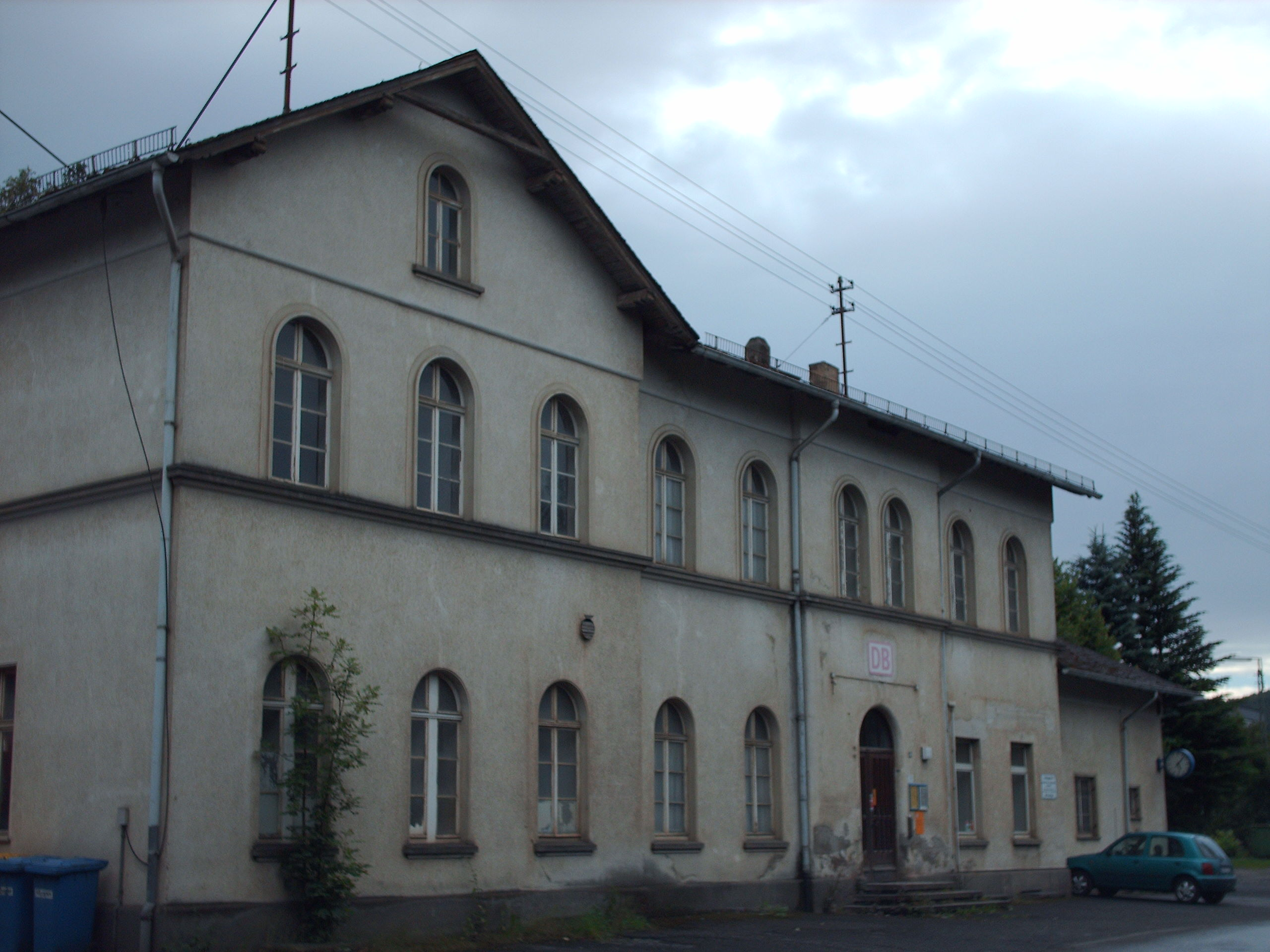
Bahnhof Neunkirchen

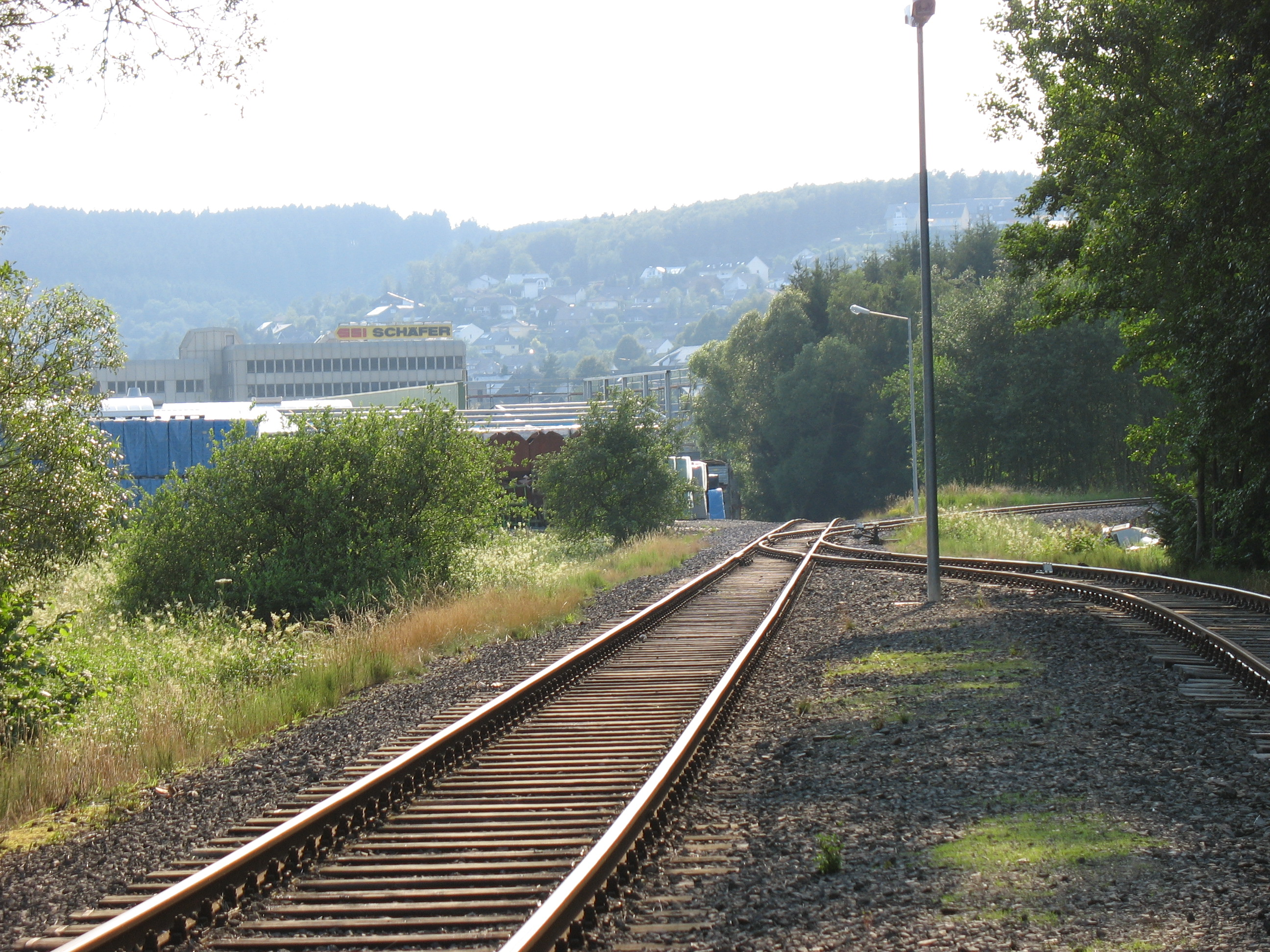
Eisenbahnschienen in Salchendorf, links hinten die Verwaltung von SSI Schäfer, das Gleis rechts führt zu den Schäfer Werken.

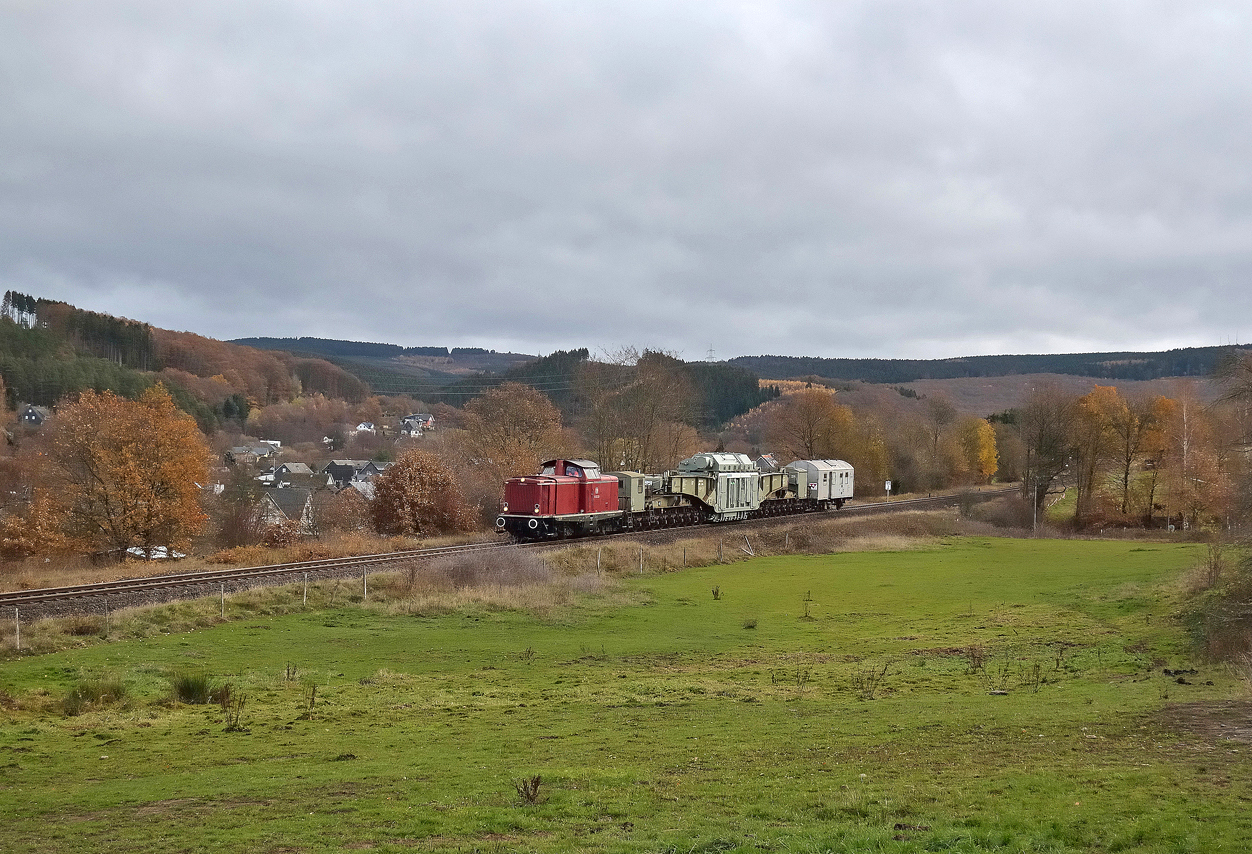
Ein Trafo-Schwertransport für die Firma Amprion, bestimmt für das Umspannwerk Dauersberg, mit einer Diesellokomotive der DB-Baureihe V100 auf der Bahnstrecke Betzdorf–Haiger zwischen Zeppenfeld und Neunkirchen (November 2018).

Neunkirchen verfügt über drei Stationen an der Bahnstrecke Betzdorf–Haiger: Neunkirchen (Kr Siegen), Altenseelbach und Struthütten. Die beiden letztgenannten sind Bedarfshalte. Mit der Linie RB 96 wird Neunkirchen stündlich auf der Schiene mit Betzdorf (Sieg) über Herdorf sowie zweistündlich mit Burbach, Haiger und Dillenburg verbunden.
| Linie | Verlauf | Takt                                                           |
| ----- | --- | -------------------------------------------------------------- |
| RB 96 | Hellertal-Bahn: Betzdorf (Sieg) – Grünebacherhütte – Grünebach Ort – Sassenroth – Königstollen – Herdorf – Struthütten – Altenseelbach – Neunkirchen (Kr Siegen) – Wahlbach (Kr Siegen) – Burbach (Kr Siegen) – Würgendorf (Ort) – Würgendorf – Holzhausen (Kr Siegen) – Niederdresselndorf – Allendorf (Dillkr) – Haiger Obertor – Haiger – Sechshelden – Dillenburg Stand: Fahrplanwechsel Dezember 2021 | 60 min (Betzdorf–Neunkirchen) 120 min (Neunkirchen–Dillenburg) |

Der öffentliche Nahverkehr mit Omnibussen wird durch die Verkehrsbetriebe Westfalen-Süd und der BRS (Busverkehr Ruhr-Sieg) betrieben. Außerdem wurde in Neunkirchen ein Bürgerbus zur Ergänzung des bestehenden Angebotes eingeführt.
Neunkirchen Post ist Kreuzungspunkt der Buslinien
- R15: Neunkirchen–Wilden–Wilnsdorf–Siegen (VWS)
- R22: Neunkirchen–Siegen (BRS)
- R23: Neunkirchen–Herdorf-(Daaden) (BRS)
- R24: Neunkirchen–Burbach (BRS)
- L230: Ortsverkehr Neunkirchen (nur Schülerverkehr) (BRS)
- Bürgerbus Neunkirchen

Über den Wilnsdorfer Ortsteil Wilden ist die Autobahn A 45 („Sauerlandlinie“) erreichbar. Nicht weit entfernt ist der Flughafen Siegerland, südlich von Burbach.
Im Ortsteil Altenseelbach befindet sich ein Verkehrsübungsplatz, der auf Anfrage geöffnet wird.

### Ansässige Unternehmen
- Buhl Data Service GmbH
- Schäfer Gruppe – Blechzuschnitte, Spaltbänder
- Schäfer Werke GmbH – Kegs, Lochbleche
- SSI Schäfer – Abfalltechnik, Regallagersysteme
- Baumgarten Group – Beschlagteile, Befestigungssysteme[36]
- Boller GmbH – Rohrleitungsbau und Schachttechnik[37]
- PWS Presswerk Struthütten – Metallbearbeitung[38]
- Robert Thomas – Staubsauger[39]
- Carl Capito – Heiztechnik und Apparatebau[40]

### Medien
In Neunkirchen steht ein Sendeturm für Radio, über den unter anderem Radio Siegen für Neunkirchen und Umgebung (98,9 MHz) ausgestrahlt wird. Seit März 2006 ist auch in Teilen von Neunkirchen der Breitbandinternetzugang DSL verfügbar.

### Bildung
Die Gemeinde Neunkirchen bildet ein schulisches Zentrum im südlichen Siegerland. Neben den drei Grundschulen in Salchendorf, Neunkirchen und Struthütten sind eine Realschule sowie ein Gymnasium vorhanden.

## Sonstiges
- Liste der Stolpersteine in Neunkirchen (Siegerland)

## Persönlichkeiten
- Emil Denker (1889–1934), Demokrat, Gewerkschaftler
- Ernst Nassauer (1901–1944), Politiker, geboren in Struthütten
- Karl Roth (1902–1980), Unternehmer, Kommunalpolitiker (FDP) und ehrenamtlicher Landrat
- Ferdinand Roth (1908–1966), Mediziner, Pathologe
- Otto Reiffenrath (1921–1990), 20 Jahre (1969–1989), Bürgermeister, 33 Jahre Kommunalpolitiker (SPD)
- Heinrich Lauterbach (1925–1996), Pädagoge und Politiker (CDU), Staatssekretär in Hessen
- Karl-Friedrich Capito (1931–2002), Rallye-Raid-Fahrer
- Hans-Jürgen Beineke (1932–2006), Rechtsanwalt und Politiker, geboren in Wiederstein
- Klaus-Bernd Kreutz (* 1957), Unternehmer und ehemaliger Motocrossfahrer, geboren in Zeppenfeld
- Jost Capito (* 1958), Automobil-Manager